# Maike Johanna Reuter
Maike Johanna Reuter (* 4. Juli 1989 in Bergisch Gladbach) ist eine deutsche Theater- und Filmschauspielerin.

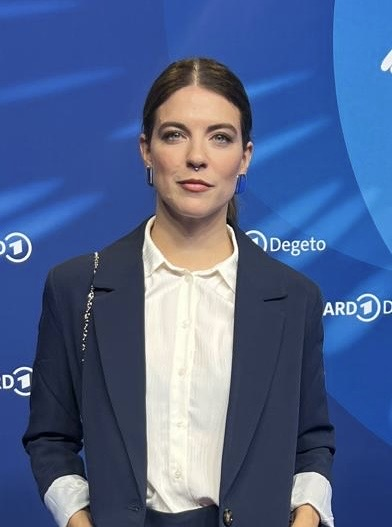
Maike Johanna Reuter 2025

## Leben
Maike Johanna Reuter erhielt von 1998 bis 2009 Unterricht in Klassischem Ballett und Modern Dance. Von 2012 bis 2016 studierte sie Schauspiel an der Hochschule für Musik und Theater Rostock.
Seit Abschluss ihres Studiums ist Reuter in verschiedenen Theater- und Fernsehproduktionen zu sehen. Größere Bekanntheit erlangte sie 2015 durch ihre Hauptrolle der Lena Keller neben Thomas Scharff und Cosma Shiva Hagen im Kinofilm Der 8. Kontinent, der 2016 in der Kategorie „Bester Film National“ für den Jupiter nominiert wurde. Nach einigen Episodenrollen bei Fernsehserien wie Rentnercops und Einstein erhielt sie 2017 die Hauptrolle der Pauline Reusch in der RTL-Seifenoper Alles was zählt.  2017 spielte sie neben Florian Bartholomäi und Bernhard Conrad in dem Kinofilm Kahlschlag die weibliche Hauptrolle. Das Drama wurde 2018 bei den Internationalen Hofer Filmtagen mit dem Förderpreis Neues Deutsches Kino ausgezeichnet. Reuter erhielt für ihre Darstellung der Frenni die Auszeichnung als „Beste Schauspielerin in einer Nebenrolle“ beim Satisfied Eye International Film Festival in London. 2018 gründete sie gemeinsam mit Ricarda Hofmann den LGBTIQ*-Podcast Busenfreundin – der Podcast. Reuter war seit 2019 im Theaterstück Frankenstein in der Regie von Kieran Joel am Theater im Bauturm in Köln zu sehen. Im Sommer 2020 spielte sie neben Nicole Heesters die Hauptrolle im ZDF-Film Ein Sommer in Antwerpen. Als Valerie Böttcher ist sie seit Mai 2024 in der ARD-Seifenoper Rote Rosen zu sehen.
Reuter lebt in Köln und Berlin und spricht englisch, französisch und norwegisch.

## Filmografie (Auswahl)
- 2013: Alles für meine Tochter
- 2015: Der 8. Kontinent (Kino)
- 2017: SOKO Köln (Folge Die Freundin meiner Frau)
- 2017: Einstein (Folge Mikrowellen)
- 2017: Rentnercops (Folge Gute Nacht Freunde)
- 2017–2019: Alles was zählt
- 2018: Kahlschlag (Kino)
- 2019: Get Lost (Musikvideo von Jules Ahoi)
- 2019: Shapira, Shapira
- 2020, 2024: SOKO Köln (Folgen Ein eigenes Leben, Tanz oder gar nicht)
- 2021: Ein Sommer in Antwerpen
- 2022: Bettys Diagnose (Folge Kleine und große Lügen)
- 2022: Vierwändeplus (Folge Vater–Mutter–Steuerprüferin)
- 2022: Landfrauen (AT)[11]
- 2023: SOKO Köln
- 2023: Angefüttert
- 2024: Rote Rosen (Staffel 22)[12]
- 2024: Polizeiruf Rostock: Tu es!
- 2025: Die Kanzlei

## Theater (Auswahl)
- 2011: GOLEM (Regie: Roderik Vanderstraeten) am Jungen Schauspielhaus Bochum
- 2014: Sonnenallee (Regie: Alexander Marusch) am Volkstheater Rostock
- 2015: Shoppen (Regie: Uta Koschel) an der Hochschule für Musik und Theater Rostock
- 2015: eigennichtartig (Regie: Romy Hochbaum) an der Hochschule für Musik und Theater Rostock
- 2017: Will that be all, Sir? (Regie: Jakob Lorenz) an der Studiobühne Köln
- 2019: Frankenstein (Regie: Kieran Joel) am Theater im Bauturm Köln